# Дембица (гмина)
Дембица (пол. Dębica) — сельская гмина (волость) в Польше, входит как административная единица в Дембицкий повет, Подкарпатское воеводство. Население — 24 282 человека (на 2004 год).

## Демография
| Перепись                       | Всего   | Всего | Женщины | Женщины | Мужчины | Мужчины |
| ------------------------------ | ------- | ----- | ------- | ------- | ------- | ------- |
| Единицы                        | человек | %     | человек | %       | человек | %       |
| Население                      | 23 767  | 100   | 11 973  | 50,4    | 11 794  | 49,6    |
| Плотность населения (чел./км²) | 172,7   | 172,7 | 87      | 87      | 85,7    | 85,7    |

## Административный центр
Функцию административного центра гмины исполняет город Дембица, но он имеет статус городской гмины не входит в состав сельской гмины.

## Сельские округа
1. Брацеёва
2. Бжезница
3. Бжезница-Воля
4. Глобикова
5. Гумниска
6. Кендзеж
7. Коханувка
8. Козлув
9. Лятошин
10. Нагавчина
11. Пащына
12. Подгродзе
13. Пусткув
14. Пусткув-Кровнице
15. Пусткув-Оседле
16. Пустыня
17. Стасювка
18. Стоберна
19. Завада

## Соседние гмины
1. Гмина Бжостек
2. Гмина Чарна
3. Дембица
4. Гмина Острув
5. Гмина Пильзно
6. Гмина Пшецлав
7. Гмина Ропчице
8. Гмина Жыракув